# أورينتال نيغروس
أورينتال نيغروس هي مقاطعة فلبينية تقع في جزيرة نيغروس، تتبع بيسايا الوسطى، وNegros Island Region ‏، بلغ عدد سكانها 1٬354٬995 نسمة، في 2015، عاصمتها دوماغويتي، تبلغ مساحتها 5٬385٫53 كيلومتر مربع، رمزها البريدي هو 6200–6224.

## الموقع
تشترك في الحدود مع:
- نيغروس أوتشيدنتال
- سيكيخور
- زامبوانجا ديل نورت.

## التقسيمات الإدارية
- Amlan [الإنجليزية]‏
- Ayungon [الإنجليزية]‏
- Bacong [الإنجليزية]‏
- جزيرة بيز
- Basay, Negros Oriental [الإنجليزية]‏
- باياوان
- Bindoy [الإنجليزية]‏
- كانلاون
- Dauin [الإنجليزية]‏
- دوماغويتي
- غيهولنغان
- Jimalalud [الإنجليزية]‏
- La Libertad, Negros Oriental [الإنجليزية]‏
- Mabinay [الإنجليزية]‏
- Manjuyod [الإنجليزية]‏
- Pamplona, Negros Oriental [الإنجليزية]‏
- San Jose, Negros Oriental [الإنجليزية]‏
- Santa Catalina, Negros Oriental [الإنجليزية]‏
- Siaton [الإنجليزية]‏
- Sibulan [الإنجليزية]‏
- تانجاي
- Tayasan [الإنجليزية]‏
- Valencia, Negros Oriental [الإنجليزية]‏
- Vallehermoso, Negros Oriental [الإنجليزية]‏
- Zamboanguita [الإنجليزية]‏.